# Yanceys (Wyoming)
Yanceys (nota anche come Pleasant Valley) è stato un census-designated place, ora città fantasma, nella Contea di Park in Wyoming.

## Storia
Nel 1882, lo "zio" John Yancey, concessionario del Parco Nazionale di Yellowstone, istituì una stazione di posta remota e un hotel in questa zona a beneficio dei turisti che viaggiavano nella parte settentrionale del parco. John F. Yancey morì nel 1903 e i suoi eredi gestirono l'hotel fino al 1905 quando fu abbandonato. Oggi a Yanceys non rimane nessun edificio.
Quando lo "zio" John Yancey scelse il sito per la sua casa e costruì la sua capanna al riparo della montagna all'estremità nord della valle di Pleasant Valley, dimostrò quella capacità di scoprire e appropriarsi delle cose migliori della terra che è caratteristico dei pionieri americani. Qui la selvaggina era abbondante e tutto ciò che un remoto paese montuoso poteva fornire al frontiere era a portata di mano. Un ruscello d'acqua purissima scorreva vicino alla porta, e i prati erbosi aperti erano ampi per l'approvvigionamento di fieno e pascolo. Lo scenario è delizioso, vario e pittoresco. Nessun'altra località del Parco è paragonabile ad esso come luogo di dimora, e non c'è posto più piacevole in cui trascorrere una settimana che a "Yancey's".